# Auf Streife
Auf Streife ist eine deutsche Fernsehserie, die von der Filmpool Entertainment für den Fernsehsender Sat.1 produziert wird. Die Scripted Reality wird seit dem 6. Mai 2013 von Montag bis Freitag im Nachmittagsprogramm des Senders ab 14:00 Uhr ausgestrahlt. Ältere Ausgaben werden am Wochenende sowie nachts zu unterschiedlichen Uhrzeiten wiederholt. Des Weiteren gibt es mehrere Ableger von Auf Streife, die jedoch nicht täglich im Programm vertreten sind.
Sat.1 gab 2022 bekannt, die Formate Auf Streife, Auf Streife – Die Spezialisten, Klinik am Südring, K11 – Die neuen Fälle und Lenßen übernimmt einzustellen. Da jedoch auch die Wiederholungen zumeist gute Einschaltquoten erzielten, revidierte der Sender seine Entscheidung und kündigte neue Folgen von Auf Streife und Lenßen übernimmt an, die seit Mitte November 2024 ausgestrahlt werden.

## Inhalt und Beschreibung
In der Serie werden frei erfundene Polizeieinsätze dargestellt. Nach Angaben des Senders sollen die Darsteller echte Polizisten mit veränderten Namen sein. Entgegen dieser Darstellung werden jedoch zumindest teilweise Schauspieler eingesetzt.
Mit der zwischendurch eingespielten Werbung dauert eine Episode der ersten Staffel etwa 30 Minuten und ab der zweiten Staffel etwa 60 Minuten. Dabei werden innerhalb einer Episode stets mehrere Fälle von verschiedenen Streifenteams dargestellt. Die Aufzeichnung der Sendungen erfolgt in Nordrhein-Westfalen. Die Klinik am Südring ist eine fiktive Klinik, deren Kulissen sich im Studio A des Medienparks Hürth befinden. Der Off-Sprecher ist Thomas Friebe.

### Auf Streife – Spezial
Auf Streife – Spezial zeigt die angebliche Arbeit anderer Berufsfelder wie dem Zoll oder dem Rettungsdienst. Sobald Polizisten zu den Einsätzen hinzugezogen werden, sind es dieselben Schauspieler wie bei den gängigen Auf Streife-Episoden.

### Auf Streife – Die Spezialisten

Logo Auf Streife – Die Spezialisten

Auf Streife – Die Spezialisten ist ein Spezial-Format von Auf Streife, dessen Ausrichtung dem Ableger Auf Streife Spezial ähnelt. Der Ableger erhielt den Sendeplatz von Im Namen der Gerechtigkeit – Wir kämpfen für Sie!. Die Sendung wird seit dem 24. August 2015 ausgestrahlt. Seit 2018 werden von der Produktionsfirma Filmpool die bereits aus dem Format Der Blaulicht Report bekannten fiktiven TV-Polizisten Julian Zimmling (gespielt von Paul Phillip Altmann), Patrick Stiller, Hauke Mertesacker (gespielt von Oliver Ritz), Dario Kovac, Kay Rudde und Mesut Özbeck sowie Franco Pulera und Guido Lazotta auch bei Auf Streife - Die Spezialisten als Festcast eingesetzt.

### Auf Streife – Berlin

Logo Auf Streife – Berlin

Auf Streife – Berlin ist ein weiterer Ableger der Mutterserie. Die Serie wird seit dem 2. Mai 2016 ausgestrahlt. Es handelt sich bei dieser Serie um neue Polizisten mit neuen Rettungskräften in einer neuen Stadt.

### Klinik am Südring
Klinik am Südring ist ein weiteres Spin-off der Serie Auf Streife. Die Serie wird seit dem 12. September 2016 gezeigt. Sie führt die Sparte der Klinik am Südring, des Spin-Offs Auf Streife – Die Spezialisten, fort, welches seit Februar 2016 als Segment der Serie lief. Das Studio in Hürth ist einem Krankenhaus nachempfunden, allerdings ohne Operationssaal, da solche Szenen nach Ansicht des Senders für das Nachmittagsprogramm eher untauglich sind.

### Die Ruhrpottwache
Die Ruhrpottwache 1: Vermisstenfahnder im Einsatz ist ein direkter Ableger von Die Ruhrpottwache und ein weiterer von Auf Streife. Die Serie spielt ebenfalls in Duisburg an der Hauptwache Nord und erzählt von einem Spezialteam für Vermisstenfälle.

### Inspektion 5 – Köln Mülheim
Inspektion 5 – Köln Mülheim ist das sechste Spin-Off von Auf Streife. Vier Figuren aus Auf Streife, Gino Maier, Stephan Sindera, Isabelle Telly und Martin Fuchs, sind involviert. Klaus Wiebel, Protagonist aus Auf Streife, spielt hier die Rolle des Dienstgruppenleiters.

### 112 – Rettung in letzter Minute
Mit 112 – Rettung in letzter Minute bekam auch Auf Streife – Die Spezialisten sein Spin-Off.

### Duisburg Crime Stories
Duisburg Crime Stories ist ein weiteres Spin-Off der Hauptserie und ein direkter Ableger mit Charakteren der Ruhrpottwache.

### Klinik am Südring – Die Familienhelfer
Klinik am Südring – Die Familienhelfer ist ein Spin-Off zu Klinik am Südring. Die Serie erzählt fiktiv von Psychologen, Soziallehrern und Familienhelfern, die Familien mit Problemen zu Hause und in der Schule unterstützen.

### Gemeinsam im Großeinsatz
Gemeinsam im Großeinsatz ist ein Crossover aus Auf Streife, Auf Streife – Die Spezialisten und der Klinik am Südring. Die halbstündige Serie erzählt von einem gemeinsamen Einsatz von Polizei, Rettungskräften und Medizinern.

### Richter und Sindera – Ein Team für harte Fälle
Richter & Sindera ist ein weiteres Spin-off von Auf Streife mit den beiden Polizisten der Serie, Paul Richter und Stephan Sindera.

### Die Gemeinschaftspraxis
Die Gemeinschaftspraxis ist ein Spin-Off zu Klinik am Südring.

### Notfall – Die Rettungsspezialisten
Notfall – Die Rettungsspezialisten ist ein weiterer Ableger von Auf Streife – Die Spezialisten, die Einsätze von Rettungsdienst und Feuerwehr zeigt. Ausgangspunkt für die Einsatzkräfte ist die Rettungswache mit Leitstelle und einem Tele-Notarzt.

### Auf Streife – Die neuen Einsätze
Auf Streife – Die neuen Einsätze ist ein Fortsetzung zu Auf Streife mit brandneuen Einsätzen. Neu ist, dass die Polizistinnen und Polizisten die Einsätze per Splitscreen kommentieren.

## Staffeln
| Ausstrahlungsinfos der Sendung auf dem Free-TV-Privatsender Sat.1 | Ausstrahlungsinfos der Sendung auf dem Free-TV-Privatsender Sat.1 | Ausstrahlungsinfos der Sendung auf dem Free-TV-Privatsender Sat.1 | Ausstrahlungsinfos der Sendung auf dem Free-TV-Privatsender Sat.1 | Ausstrahlungsinfos der Sendung auf dem Free-TV-Privatsender Sat.1 | Ausstrahlungsinfos der Sendung auf dem Free-TV-Privatsender Sat.1 |
| Jahr                                                              | Staffeln                                                          | Episoden                                                          | Gesamt                                                            | Sendezeitraum                                                     | Sendeplatz                                                        |
| ----------------------------------------------------------------- | ----------------------------------------------------------------- | ----------------------------------------------------------------- | ----------------------------------------------------------------- | ----------------------------------------------------------------- | ----------------------------------------------------------------- |
| 2013                                                              | 1                                                                 | 18                                                                | 18                                                                | 06.05.2013 – 17.05.2013                                           | Montag bis Freitag, 14:00 und 14:30 Uhr                           |
| 2013                                                              | 2                                                                 | 58                                                                | 58                                                                | 30.09.2013 – 20.12.2013                                           | Montag bis Freitag, 14:00 Uhr                                     |
| 2014                                                              | 3                                                                 | 191                                                               | 191                                                               | 06.01.2014 – 12.12.2014                                           | Montag bis Freitag, 14:00 Uhr                                     |
| 2015                                                              | 4                                                                 | 189                                                               | 189                                                               | 07.01.2015 – 17.12.2015                                           | Montag bis Freitag, 14:00 Uhr                                     |
| 2016                                                              | 5                                                                 | 350                                                               | 350                                                               | 04.01.2016 – 30.12.2016                                           | Montag bis Freitag, 14:00 Uhr                                     |
| 2017                                                              | 6                                                                 | 213                                                               | 213                                                               | 02.01.2017 – 20.12.2017                                           | Montag bis Freitag, 14:00 Uhr                                     |
| 2018                                                              | 7                                                                 | 166                                                               | 166                                                               | 04.01.2018 – 20.12.2018                                           | Montag bis Freitag, 14:00 Uhr                                     |
| 2019                                                              | 8                                                                 | 201                                                               | 201                                                               | 07.01.2019 – 19.12.2019                                           | Montag bis Freitag, 14:00 Uhr                                     |
| 2020                                                              | 9                                                                 | 155                                                               | 155                                                               | 06.01.2020 – 18.12.2020                                           | Montag bis Freitag, 14:00 Uhr                                     |
| 2021                                                              | 10                                                                | 81                                                                | 168                                                               | 11.01.2021 – 11.06.2021                                           | Montag bis Freitag, 14:00 Uhr                                     |
| 2021                                                              | 10                                                                | 87                                                                | 168                                                               | 02.08.2021 – 21.12.2021                                           | Montag bis Freitag, 14:00 Uhr                                     |
| 2022                                                              | 11                                                                | 98                                                                | 155                                                               | 10.01.2022 – 01.07.2022                                           | Montag bis Freitag, 14:00 Uhr                                     |
| 2022                                                              | 11                                                                | 56                                                                | 155                                                               | 12.09.2022 – 20.12.2022                                           | Montag bis Freitag, 14:00 Uhr                                     |
| 2024                                                              | 11                                                                | 77                                                                | 155                                                               | 19.01.2024                                                        | Montag bis Freitag, 14:00 Uhr                                     |

- Die 100 Folge wurde am 10. Februar 2014 ausgestrahlt.
- Die 200 Folge wurde am 29. August 2014 ausgestrahlt.
- Die 300 Folge wurde am 2. März 2015 ausgestrahlt
- Die 400 Folge wurde am 14. September 2015 ausgestrahlt.
- Die 500 Folge wurde am 3. März 2016 ausgestrahlt.
- Die 600 Folge wurde am 20. Mai 2016 ausgestrahlt.
- Die 700 Folge wurde am 12. September 2016 ausgestrahlt.
- Die 800 Folge wurde am 21. Dezember 2016 ausgestrahlt.
- Die 900 Folge wurde am 5. Mai 2017 ausgestrahlt.
- Die 1000 Folge wurde am 30. November 2017 ausgestrahlt.
- Die 1500 Folge wurde am 14. November 2020 ausgestrahlt.

## Sonstiges
- Die Polizisten Julian Zimmling, Hauke Mertesacker und Markus Singer und Patrick Stiller (Der Blaulicht Report), Melina Hoffmann, Georg Kuhn, Michael Smolik und Paul Schwarz (Die Ruhrpottwache) sind nach der Absetzung der beiden Serien bei Auf Streife – Die Spezialisten zu sehen.
- Seit Mai 2021 (ab Folge 1582) gibt es ein neues Logo sowie eine neue Titelmelodie. Ebenso neu ist die Wache, die modernisiert und renoviert wurde.

## Ausstrahlung und Einschaltquoten
Die Erstausstrahlung der Sendung erfolgte am 6. Mai 2013. Anschließend wurde sie zwei Wochen lang im Nachmittagsprogramm von Sat.1 gesendet und ersetzte Kallwass greift ein!. Da die Quoten zwar zunächst nur mäßig, aber besser als die der anderen Sendungen auf dem Sendeplatz waren, wurde die Sendung um eine zweite Staffel verlängert. Die Ausstrahlung dieser begann am 30. September 2013 und fand werktags ab 14:00 Uhr statt. Dabei wurden nun auch bessere Einschaltquoten beim Gesamtpublikum und in der werberelevanten Gruppe der 14- bis 49-Jährigen erzielt, weshalb die Produktion einer dritten Staffel in Auftrag gegeben wurde. Anfang des Jahres 2014 begann die Ausstrahlung der dritten Staffel, bei welcher erneut gute Einschaltquoten von durchschnittlich 1,63 Millionen Zuschauern (Marktanteil: 17,0 %) erzielt werden konnten. Am 24. November 2014 wurde mit einem Marktanteil von 19,0 % ein Rekord aufgestellt, welcher dem Doppelten des damaligen Senderschnittes entsprach. Der durchschnittliche Marktanteil konnte auch im Dezember 2014 mit 17,4 % am 4. Dezember überboten werden. Am 9. März 2015 wurde mit einem Marktanteil von 19,3 % bei der werberelevanten Gruppe der 14- bis 49-Jährigen der bisherige Rekord überboten. Am 12. Januar 2018 lief die vorerst letzte Episode von Auf Streife um 14:00 Uhr, sie wurde ab dem 15. Januar 2018 vorübergehend durch Jetzt helfen wir ihnen! – Die Problemlöser im Einsatz ersetzt. Inzwischen läuft Auf Streife jedoch wieder auf dem gewohnten Sendeplatz, auch mit neuen produzierten Episoden.